# 拉圖什 (沃洛達爾卡區)
49°30′34″N 29°56′40″E / 49.50944°N 29.94444°E
拉圖什（烏克蘭語：Ратуш）是位於烏克蘭北部的村莊，由基辅州白采爾克瓦區的沃洛達爾卡市鎮負責管轄。該村處於托爾茨河畔，面積0.2平方公里，海拔高度171米，2001年人口122。